# Richard W. Murphy

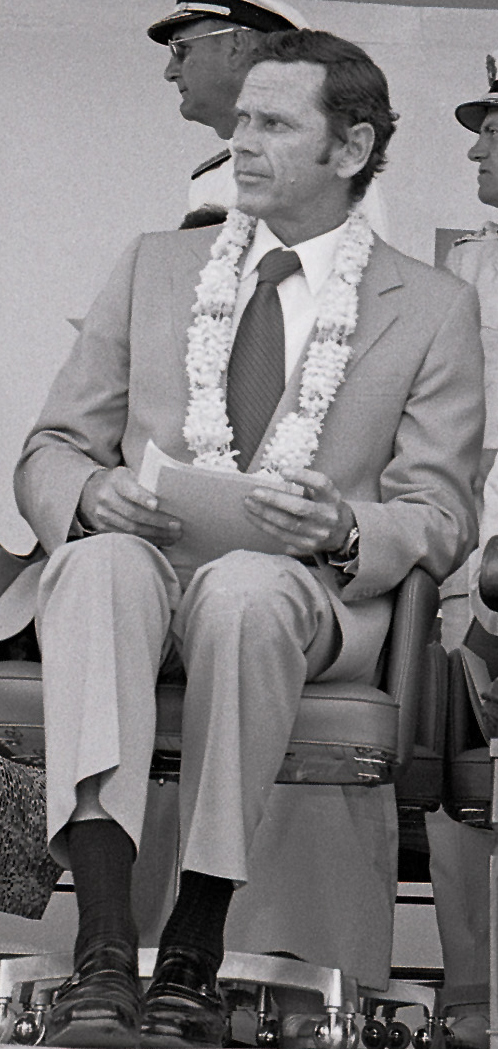
Richard W. Murphy 1979 als Botschafter in Manila auf der Clark Air Base.

Richard William Murphy (* 29. Juli 1929 in Boston, Massachusetts; † 22. November 2024 in New York) war ein US-amerikanischer Diplomat und Botschafter der Vereinigten Staaten.
Er war mit Anne Cook verheiratet und Vater dreier Kinder sowie Großvater sieben Enkelkinder.

## Bildung
Bis 1947 besuchte er die Phillips Exeter Academy. 1951 erwarb er den Bachelor an der Harvard University. 1953 wurde er Bachelor des Emmanuel College an der University of Cambridge. Von 1953 bis 1955 leistete er Wehrdienst bei den Streitkräften der Vereinigten Staaten.

## Karriere

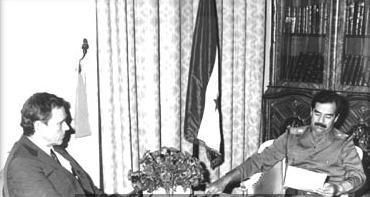
1986 während des Ersten Golfkriegs: Richard William Murphy bei Saddam Hussein

1955 trat er in den auswärtigen Dienst und war bis 1958 Vizekonsul in Salisbury, Rhodesien. Von 1959 bis 1971 wurde er in der Abteilung Mittlerer Osten beschäftigt. Von 1971 bis 1974 war der Botschafter in Nouakchott (Mauretanien). Von 1974 bis 1978 war er Botschafter in Damaskus (Syrien). Von 1978 bis 1981 war er Botschafter von Jimmy Carter bei Ferdinand Marcos in Manila (Philippinen). Von 1981 bis 1983 war er Botschafter in Dschidda (Saudi-Arabien).
Vom 28. Oktober 1983 bis zum 15. Mai 1989 war er Staatssekretär für den Nahen Osten. In dieser Funktion konnte er 1986 Saddam Hussein aus erster Hand über den Iran-Contra-Skandal aufklären.

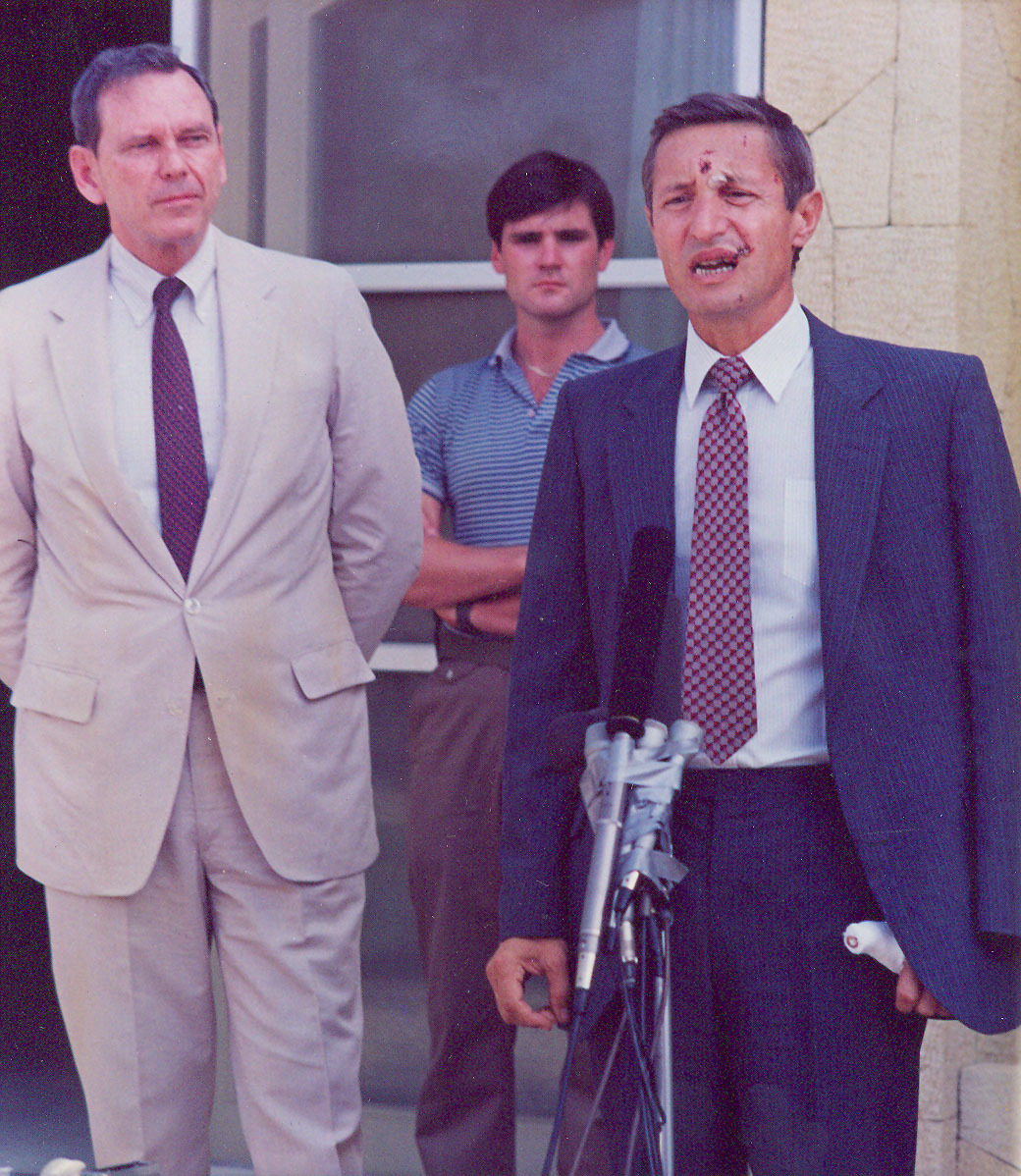
Richard Murphy mit Reginald Bartholomew nach dem Bombenanschlag auf die US-Botschaft in Beirut 1983

Vom 1. Oktober 1993 bis 30. Juni 2004 leitete er den Middle East Roundtable beim Council on Foreign Relations. Er gehörte dem Board of Directors des Hilfswerk der Vereinten Nationen für Palästina-Flüchtlinge im Nahen Osten an.

## Auszeichnungen
Er ist zweimaliger Empfänger des Secretary's Distinguished Service Award und dreimaliger Empfänger des National Intelligence Distinguished Service Medal.